# Ràdio Lengadòc
Radio Lengadòc est radio associative diffusant depuis 2003 des émissions en Occitan.

## Biographie
Radio Lengadòc est créée en 2003.

## Dans la littérature
Liste non-exhaustive des apparitions de Radio Lengadòc dans la littérature :
- Christian Guého, Paméla : Une passion occitane, Le Lys Bleu Éditions (ISBN 9791037719379), chap. 3.